# Фредерік Норт
Фредерік Норт (англ. Frederick North; 13 квітня 1732 — 5 серпня 1792) — 12-й прем'єр-міністр Великої Британії з 1770 до 1782 року, недалекоглядна політика якого за часів Американської війни за незалежність коштувала Британії втрати заокеанських колоній. За 2 роки до смерті успадкував від батька титул графа Гілфорда.

## Біографія
Представник вищих шарів британської аристократії, Норт навчався в Ітоні й Оксфорді. У 22 роки він став членом парламенту від партії торі (яку підтримував його батько) й лишався відданим їй до самої смерті. Коли йому виповнилось 27, прем'єр-міністр герцог Ньюкасл призначив його лордом-скарбником.
Змінивши герцога Графтона у лютому 1770 року, Норт залишався на чолі уряду упродовж дванадцяти найнасиченіших подіями років у британській історії XVIII століття. Консервативно налаштований король Георг III високо цінував молодого прем'єр-міністра, і раніше розхитані фінанси королівства, здавалось, були нарешті приведені до ладу.
Жорстка фінансова політика Норта вилилась у повстання американських колоністів. Першим дзвоником стало Бостонське чаювання — реакція на введені урядом митні збори. Недооцінивши сили й рішучість колоністів піти до кінця, він намагався привести їх до покори політикою батога і пряника.
У 1778 році, відчуваючи нестачу збройних сил, уряд скасував низку правових обмежень на католиків, включаючи заборону на службу в армії. Це рішення спричинило народні заворушення, що підігрівались загальним соціальним невдоволенням, й вилилось у бунт лорда Гордона 1780 року, коли упродовж тижня в Лондоні проходили масові заворушення та вводився воєнний стан.
Під час захисту біллів у Парламенті Норту було складно сперечатись в ораторському мистецтві з Едмундом Берком та Чарльзом Джеймсом Фоксом, тим паче що не всі заходи, що походили від уряду, мали його особисте схвалення. Будучи досвідченим фінансистом, Норт мало знався на справах війни та дипломатії. Звістки про поразки легко приводили його в паніку та схиляли до думок про мир. Лише у березні 1782 року король дав нарешті згоду прийняти його відставку.
За рік Норт уклав союз з вігами на чолі з Фоксом та, незважаючи на обурення короля, повернувся до уряду. У 1786 році він завершив політичну кар'єру з причини погіршення зору.